# Hobelmühle
Hobelmühle ist ein Gemeindeteil der Großen Kreisstadt Nördlingen im schwäbischen Landkreis Donau-Ries in Bayern.

## Gemeindezugehörigkeit
Die Einöde gehörte zur Gemeinde Grosselfingen und wurde mit dieser am 1. Januar 1976 in die Stadt Nördlingen eingegliedert.